# Tom Prahl
Tom Prahl (* 5. Januar 1949 in Smedstorp, Tomelilla) ist ein schwedischer ehemaliger Fußballtrainer. Nach einer kurzen Spielerkarriere im unterklassigen Bereich etablierte er sich als Trainer und gewann dreimal den schwedischen Meistertitel.

## Werdegang

### Kurze Spielerkarriere und Start in die Trainerlaufbahn
Prahl spielte als Jugendlicher beim Onslunda IF, für den er bereits im Alter von 15 Jahren in der ersten Mannschaft debütierte. Anfang 1968 wechselte er zum Tomelilla IF in die dritte Liga. Mit dem Ziel, hauptberuflich Sportlehrer zu werden, bewarb er sich an der Gymnastik- och idrottshögskolan, verpasste jedoch das Aufnahmekriterium knapp. Daher ging er nach Köln, um sich drei Jahre in Deutschland ausbilden zu lassen. Als 23-Jähriger kehrte er nach erfolgreichem Abschluss nach Schweden zurück und beendete seine aktive Spielerkarriere, um bei seinem Heimatverein Onslunda IF den Trainerposten zu übernehmen. Den Fünftligisten betreute er bis 1975, als er ein Angebot des Drittligisten IFK Trelleborg wahrnahm. Nach der Spielzeit 1976 kehrte er jedoch zu Onslunda IF zurück und war erneut für zwei Spielzeiten für die Mannschaft seines Stammklubs verantwortlich.
Vor der Spielzeit 1979 nahm Prahl erneut ein Angebot aus der dritthöchsten schwedischen Spielklasse wahr. Den IFK Kristianstad führte er in seiner ersten Spielzeit zum Staffelsieg in der Division 3 Sydvästra Götaland. In der anschließenden Aufstiegsrunde blieb er mit der Mannschaft gegen Karlskrona AIF, Råå IF und IFK Uddevalla ohne Niederlage und führte sie somit in die zweite Liga. Im schwedischen Unterhaus kämpfte er mit dem Klub gegen den direkten Wiederabstieg, am Ende belegte der Verein aufgrund der schlechteren Tordifferenz gegenüber dem punktgleichen Konkurrenten IK Sleipner jedoch einen Abstiegsplatz und stieg gemeinsam mit Kalmar AIK und Nyköpings BIS wieder ab. Nachdem als Tabellensiebter der Wiederaufstieg deutlich verpasst wurde, trennten sich die Wege von Trainer und Klub.
Prahl übernahm den Ligarivalen Kirsebergs IF aus Malmö. Nachdem ihn 1983 in seinem zweiten Jahr beim Klub als Vizemeister hinter Lunds BK drei Punkte zum erneuten Einzug in die Aufstiegsspiele gefehlt hatten, dominierte der Klub zwei Jahre später mit vier Punkten Vorsprung auf seine ehemalige Trainerstation IFK Trelleborg die Liga. Nach einem 1:0-Hinspielerfolg im Auswärtsspiel bei Karlstad BK verlor er mit der Mannschaft das Rückspiel mit einer 1:2-Heimniederlage und verpasste somit aufgrund der Auswärtstorregel seinen zweiten Aufstieg. Nachdem er im folgenden Jahr die Mannschaft erfolgreich durch eine Ligareform in der dritthöchsten Spielklasse gehalten hatte, führte er die Mannschaft am Ende des Jahrzehnts erneut in die Spitzengruppe ihrer Drittligastaffel.

### Aufstieg zum Meistertrainer und drei Meisterschaften
Zur Spielzeit 1990 unterschrieb Prahl einen Kontrakt beim Zweitligisten Trelleborgs FF. In seiner ersten Spielzeit noch Tabellenvierter beendete er die Frühjahrsserie der zweiten Liga auf dem ersten Tabellenrang und nahm daher mit der Mannschaft an der Kvalsvenskan der Erstliga-Spielzeit 1991 teil. Mit nur einer Niederlage aus 14 Spielen qualifizierte sich der Klub als Tabellenzweiter hinter Östers IF für die Erstliga-Spielzeit 1992. In der Allsvenskan erlebte Trelleborgs FF in der Folgezeit die bis dato erfolgreichste Periode der Vereinsgeschichte. Die Mannschaft um Mats Lilienberg, Leif Engqvist, Jan Möller und Anders Palmér führte er als Tabellendritter in die Meisterschaftsendrunde, wo sie nur knapp einen Startplatz für den UEFA-Pokal verpasste. Während sich Lilienberg in der folgenden Saison gemeinsam mit Henrik Bertilsson von Halmstads BK zum Torschützenkönig der Allsvenskan krönte, erreichte der Klub als Tabellenvierter den Europapokal. Im UEFA-Pokal 1994/95 machte er mit der Mannschaft Schlagzeilen. Nachdem in der Vorrunde GÍ Gøta mit zwei Siegen bezwungen worden war, traf die Mannschaft in der ersten Runde auf den englischen Vertreter Blackburn Rovers. Im Hinspiel erzielte Fredrik Sandell das goldene Tor zum 1:0-Auswärtserfolg im Ewood Park gegen die von Kenny Dalglish trainierte Mannschaft um Spieler wie Graeme Le Saux, Tim Sherwood, Alan Shearer und Chris Sutton. Im Rückspiel schlug jedoch die große Stunde des Joachim Karlsson, der zweimal eine Führung des englischen Klubs ausglich und die Mannschaft dank eines 2:2-Unentschiedens gegen den am Saisonende englischen Meister in die nächst Runde führte. Auch gegen Lazio Rom stand Prahls Mannschaft in der zweiten Runde vor einer Sensation, nach einem 0:0-Unentschieden im Hinspiel erzielte Alen Bokšić erst in der Nachspielzeit des Rückspiels mit seinem Tor zum 1:0-Endstand den entscheidenden Treffer zugunsten der Italiener.
In der Liga-Spielzeit 1994 blieb für Prahls Mannschaft hingegen der Erfolg aus, sie belegte zum Saisonende als Tabellenzehnter den letzten Nicht-Abstiegsplatz. Auch in der folgenden Spielzeit knüpfte sie nicht an die erfolgreichen Jahre nach dem Wiederaufstieg an und beendete die Spielzeit abermals als Tabellenzehnter. Daraufhin beendete er sein Engagement beim Klub und ging zum Ligarivalen Halmstads BK, wo er den zu IFK Göteborg abgewanderten Mats Jingblad beerbte. Nachdem der Klub die Abgänge der Leistungsträger Niclas Alexandersson und Niklas Gudmundsson zu verkraften hatte, erreichte Prahl mit der Mannschaft um Torbjörn Arvidsson, Freddie Ljungberg, Peter Vougt und Håkan Svensson den siebten Tabellenplatz.
In seiner zweiten Spielzeit bei HBK, der Spielzeit 1997, führte Prahl den Klub zum dritten Meistertitel der Vereinsgeschichte. Insbesondere aufgrund der Heimstärke – zwölf Siege in 13 Spielen im Örjans vall – distanzierte die um Mats Lilienberg und Artim Sakiri verstärkte Mannschaft den Serienmeister IFK Göteborg mit drei Punkten Vorsprung und Mannschaftskapitän Tommy Andersson konnte in seinem letzten Spiel für den Klub den Von-Rosens-Pokal in die Höhe recken. Auch in den folgenden Spielzeiten gehörte die Mannschaft zur Spitzengruppe der Liga und qualifizierte sich jeweils für den UEFA-Pokal. In der Spielzeit 2000 dominierte der Klub mit sechs Siegen in den ersten sieben Spielen den Saisonauftakt und setzte sich schnell in der Tabellenspitze fest. Nach einer anschließenden Schwächephase kehrte die Mannschaft um Stefan Selakovic, Petter Hansson, Håkan Svensson, Mikael Gustavsson, Jeffrey Aubynn und Henrik Bertilsson im Herbst wieder an die Tabellenspitze zurück und erspielte sich bis zum Saisonende sechs Punkte Vorsprung auf Vizemeister Helsingborgs IF. Die folgende Spielzeit endete auf einem enttäuschenden siebten Platz, begleitet vom Scheitern in der zweiten Qualifikationsrunde der UEFA Champions League 2001/02 gegen RSC Anderlecht und anschließend einer 1:6-Auswärtsniederlage gegen Sporting Lissabon in der zweiten Runde des UEFA-Pokals 2001/02. Im Sommer hatte Prahl bereits seinen Abschied zum Saisonende verkündet, um beim Ligarivalen Malmö FF anzuheuern.
Prahl ersetzte bei MFF Michael Andersson, der sich trotz sportlicher Erfolge mit dem Vorstand überworfen hatte. In seiner ersten Saison mit dem neuen Klub, bei dem Peter Ijeh als erster nicht-europäischer Torschützenkönig der Allsvenskan brillierte, erreichte er hinter Djurgårdens IF die Qualifikation für den Europapokal als Vizemeister. Stellte die Mannschaft auch in der folgenden Spielzeit mit Niklas Skoog den Torschützenkönig, reichte es abermals nicht zum Titelgewinn. In der Spielzeit 2004 entwickelte sich ein Duell mit Prahls vormaliger Trainerstation Halmstads BK um den Meistertitel. Die Malmöer Mannschaft um Andreas Yngvesson, Jon Inge Høiland, Afonso Alves, Daniel Majstorović und Louay Chanko setzte sich schließlich mit zwei Punkten Vorsprung durch und Prahl holte zum dritten Mal als Trainer den Meistertitel. Im Oktober des Jahres verlängerte er seinen Vertrag um ein Jahr mit Option auf eine weitere Spielzeit.

### Erfolglos in Norwegen und Rückkehr nach Schweden
Nach einem fünften Platz in der Spielzeit 2005 folgte Prahl einem Angebot aus Norwegen und schloss sich Viking Stavanger an, wo er einen Zwei-Jahres-Kontrakt unterzeichnete. In der Tippeligaen blieb ihm jedoch der Erfolg verwehrt und er spielte mit der Mannschaft gegen den Abstieg aus der norwegischen Eliteserie. Im Spätsommer entließ ihn daher der Klub aus seinem Vertrag und ersetzte ihn durch Tom Nordlie.
Nachdem Prahl ein halbes Jahr ohne Beschäftigung war, kehrte er im Herbst 2007 zu Trelleborgs FF zurück. Den Abstiegskandidaten etablierte er in den folgenden Jahren im hinteren Bereich der Allsvenskan. Im März 2010 verlängerte der Verein daher seinen auslaufenden Vertrag vorzeitig bis 2013. In der Spielzeit 2011 stand er mit der Mannschaft im Abstiegskampf, als Tabellenvorletzte verpasste sie den Klassenerhalt. Kurz nach Saisonende beendete Prahl daraufhin sein Engagement beim Klub und damit seine Trainerkarriere.